# Figlie della Divina Carità
Le Figlie della Divina Carità (in tedesco Töchter der Göttlichen Liebe) sono un istituto religioso femminile di diritto pontificio: le suore di questa congregazione pospongono al loro nome la sigla F.D.C.

## Storia

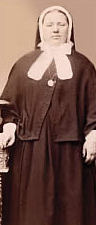
Franziska Lechner

La congregazione venne fondata in Austria il 21 novembre 1868 da Franziska Lechner (1833-1894), con il sostegno dell'arcivescovo di Vienna.
Ebbe rapida diffusione nei paesi di lingua tedesca e dell'Europa centrale e, nel 1913, iniziò a espandersi in Inghilterra e negli Stati Uniti d'America.
Le sue costituzioni, elaborate da Anton Steiner e dal gesuita Stoger, ottennero l'approvazione diocesana definitiva il 18 maggio 1882; l'istituto ricevette il pontificio decreto di lode il 18 agosto 1897.

## Attività e diffusione
Le Figlie della Divina Carità seguono la regola di sant'Agostino e delle costituzioni proprie: si dedicano all'istruzione ed educazione cristiana della gioventù, alla cura dei malati a domicilio e negli ospedali e collaborano alle attività pastorali delle parrocchie in cui operano.
Sono presenti in Albania, Austria, Bolivia, Brasile, Repubblica Ceca, Croazia, Bosnia ed Erzegovina, Kosovo, Polonia, Slovacchia, Stati Uniti d'America, Ucraina, Ungheria: la sede generalizia è a Grottaferrata.
Al 31 dicembre 2008 l'istituto contava 1.194 religiose in 167 case.